# Alexander Edler von Daniels
Alexander Edler von Daniels, (n. 17 martie 1891 – d. 6 ianuarie 1960) a fost un militar german de carieră, născut la Trier, Germania.
A fost militar de carieră, care a ajuns la gradul de general de infanterie, a luptat la Stalingrad și a fost luat prizonier de Armata Roșie. În decursul prizonieratului a devenit unul din conducătorii organizației antinaziste de prizonieri germani Federația Ofițerilor Germani, care a activat sub directivele sovietice în anii 1943-1945. Alexander Edler von Daniels a fost eliberat din prizonierat în 1955 și a decedat în 1960, la Bielefeld, în Germania de vest.

## Legături externe
- Alexander Edler von Daniels @ Lexikon der Wehrmacht Arhivat în 3 martie 2016, la Wayback Machine.